# Vavaea tubiflora
Vavaea tubiflora är en tvåhjärtbladig växtart som beskrevs av Pennington. Vavaea tubiflora ingår i släktet Vavaea och familjen Meliaceae. Inga underarter finns listade i Catalogue of Life.